# バンビシャス奈良
バンビシャス奈良（バンビシャスなら、英: Bambitious Nara）は、奈良県奈良市をホームタウンとするプロバスケットボールチーム。運営法人は株式会社バンビシャス奈良。2013年に創設され、現在はB2リーグの西地区に所属している。

## 概要
ホームタウンは奈良県奈良市で、運営会社は株式会社バンビシャス奈良。奈良県初の団体球技プロスポーツチームとして地域で共有できるプロスポーツ文化の創造、地域の活性化、子どもたちの目標となることなどを理念として活動している。
チーム名の「バンビシャス」は、「Be ambitious（大志を抱け）」と「バンビ（Bambi、子鹿）」を掛けあわせた名前である。バンビのように、尊敬を集めるチャンピオンチームになる志しを持って常に成長し続け、チャンピオンチームへと成長を遂げていく思いを込めている。チームカラーは赤（バンビシャスレッド）。
チームロゴは、目覚めたバンビが、奈良の荘厳な山々の風景に身を奮い立たせる光景、そして太陽の光が射しながら、壮大な景色を見ている姿をイメージしている。

### ユニフォームスポンサー （2025-26シーズン）
- サプライヤー：SQUADRA
- 前面：大和ハウス工業（左肩）、ロート製薬（中央）
- パンツ：宏和化成工業所（左前）、奈良市（ホーム右後ろ）、奈良県（アウェー右後ろ）、阪奈中央病院（左後ろ）

### 歴代ユニフォーム
| HOME      | HOME      | HOME      | HOME      | HOME      |
| --------- | --------- | --------- | --------- | --------- |
| 2017 - 18 | 2018 - 19 | 2019 - 20 | 2020 - 21 | 2021 - 22 |
| 2022 - 23 | 2023 - 24 | 2024 - 25 | 2025 - 26 |           |
|           |           |           |           |           |

| AWAY      | AWAY      | AWAY      | AWAY      | AWAY      |
| --------- | --------- | --------- | --------- | --------- |
| 2017 - 18 | 2018 - 19 | 2019 - 20 | 2020 - 21 | 2021 - 22 |
| 2022 - 23 | 2023 - 24 | 2024 - 25 | 2025 - 26 |           |
|           |           |           |           |           |

| Other         | Other                           | Other                       | Other         | Other         |
| ------------- | ------------------------------- | --------------------------- | ------------- | ------------- |
| 2017 - 18 3rd | 2017 - 18 4th                   | 2018 - 19 3rd               | 2018 - 19 4th | 2019 - 20 3rd |
| 2020 - 21 3rd | 2021 - 22 3rd Christmas UNIFORM | 2021 - 22 シカッチェ 生誕祭 | 2022 - 23 3rd | 2023 - 24 3rd |
| 2024 - 25 3rd |                                 |                             |               |               |
|               |                                 |                             |               |               |

### マスコット
- シカッチェ[1][2]

バンビシャス奈良の「バンビ」に合わせ、小鹿をモチーフとしている。

### チアダンスチーム
- BamVenus（バンビーナス）

チーム名は、バンビと愛と美の女神・ビーナス（Venus）を掛け合わせたもの。また、チームロゴは、チームの勝利の「V」、奈良県を元気に盛り上げる「ピース」の意味を込め、ダンスの流れる動きとピンクを基調とした華やかさを表現したデザインになっている。

### ホームアリーナ
| 年度    | 参加 クラス | ホーム ゲーム数 | 奈良市 | 橿原 | その他                  |
| 2013-14 | bj          | 26              | 6      | 10   | 大和郡山8 平群2         |
| 2014-15 | bj          | 26              | 8      | 8    | 大和郡山6 平群2 香芝2   |
| 2015-16 | bj          | 26              | 10     | 6    | 大和郡山6 平群2 天理大2 |
| 2016-17 | B2          | 30              | 24     | 2    | 大和郡山4               |
| 2017-18 | B2          | 30              | 24     | 4    | 大和郡山2               |
| 2018-19 | B2          | 30              | 23     | 3    | 大和郡山2 五條2         |
| 2019-20 | B2          | 24(30)          | 17(21) | 5    | 大和郡山0(2) 五條2      |
| 2020-21 | B2          | 30              | 24     | 4    | 大和郡山2               |
| 2021-22 | B2          | 26(30)          | 24(28) | 2    |                         |
| 2022-23 | B2          | 30              | 28     | 2    |                         |

凡例
奈良市-奈良市中央体育館(2021.4より「ロートアリーナ奈良」)：奈良市
橿原-奈良県立橿原公苑 第1体育館(2016.7より「ジェイテクトアリーナ奈良」)：橿原市
大和郡山-大和郡山市総合公園施設多目的体育館(金魚スクエア)：大和郡山市
平群-平群町総合スポーツセンター：平群町
香芝-香芝市総合体育館：香芝市
天理大-天理大学杣之内第一体育館：天理市
五條-五條市上野公園総合体育館(シダーアリーナ)：五條市
括弧内は開催予定だった試合数
- 2016年10月から2021年3月まで奈良市中央体育館の呼称は「ならでんアリーナ」であった。
- 2019-20シーズンは奈良市中央体育館（当時の呼称はならでんアリーナ）で予定されていた4試合および大和郡山市総合公園施設多目的体育館（金魚スクエア）で予定されていた2試合が中止された。（大和郡山市総合公園施設多目的体育館の2試合は天理市立総合体育館での代替試合が予定されていたが、その代替試合も中止された。）
- 2021-22シーズンは奈良市中央体育館（ロートアリーナ奈良）で予定されていた4試合が消滅した。

## 歴史

### bjリーグ参入決定まで
bjリーグ創設年と同じ2005年に、「奈良にプロバスケットボールチームをつくる会」が設立され、同年と翌2006年にbjリーグ参入申請を行ったが、2度とも落選し、活動を休止した。
その後、仙台89ERS取締役の加藤真治が故郷の奈良県で新チーム設立すべく、以前の「つくる会」メンバーと共に「奈良にプロバスケットボールチームをつくる会」を再び設立。2011年のbjリーグ参入申請を目指したが、東日本大震災により被災した仙台の再建に集中するため延期。仙台の再建に一定の目処が立った後、2011年9月に仙台の取締役職を退任して活動を再開し、2012年6月にbjリーグ参入を申請。7月に認可され、2013-14シーズンからの参入が決定した。

### 参入決定からシーズン開幕まで
2012年8月から9月にかけてチーム名の一般公募を行い、11月23日に橿原市で行われた大阪対島根戦でチーム名「バンビシャス奈良」を発表した。これに伴い、運営会社も「ナラプロ（奈良にプロバスケットボールチームをつくる会）」から「株式会社バンビシャス奈良」に改称した。
2013年3月、マスコットキャラクターの「シカッチェ」を発表した。
初代ヘッドコーチ（HC）に前琉球HCの遠山向人を招聘。ドラフト会議においては拡張ドラフトで埼玉の山城拓馬と滋賀の本多純平を指名、新人ドラフトでは1巡目にTGI D-RISEの笠原太志、2巡目に拓殖大学の鈴木達也を指名。他に京都ハンナリーズから奈良出身の稲垣諒と横浜練習生の長島エマニエルを獲得した。外国籍選手はジョー・チャップマン、アンソニー・ブラウン、ジャマー・エイブラムズ、リーバイ・ギースのアメリカ人4選手と契約し、計10人の体制が定まった。
シーズン開幕前の2013年9月14日から15日に滋賀県で行われたプレシーズンゲーム「bjチャレンジカップ」で優勝。その直後ギースとの契約を解除し、代わってエイドリアン・モスと契約した。同月21日には初めてのホーム戦を奈良市中央体育館で開催し、高松に敗れたものの観客およそ2,500人を集めた。

### bjリーグ

#### 2013-14シーズン
10月5日、大阪府立体育会館での大阪戦で開幕を迎え、78-87で敗れて黒星発進となる。その後開幕8連敗を喫したが、11月9日に横大路運動公園体育館で京都を87-75で破り、リーグ戦初勝利を上げた。次のカード、大和郡山市総合公園体育館での高松戦でホーム開催初白星。1月15の埼玉戦からオールスターゲームを挟んで2月1日の東京戦まで初の3連勝を記録。プレイオフ進出争いに加われず、4月2日からのアウェイ大分4連戦の初戦に敗れた時点でプレイオフ進出が消滅したが、翌日から12日の島根戦まで初の4連勝を達成した。最終成績は19勝33敗でウエスタンカンファレンス10チーム中9位。

#### 2014-15シーズン
遠山HCが退任し、新HCに前埼玉アシスタントコーチ（AC）の小野寺龍太郎が就任。前シーズン在籍していた選手のうち、吉田簡太郎と外国人全員が退団。山城拓馬が引退してコーチに就任した。新戦力として前東京の伊藤拓郎、前埼玉の山崎稜、外国人はチェハーレス・タプスコット、アンドレ・マリー、マイケル・セントジョンおよびジャレッド・カーターと契約。
10月の開幕戦で高松に連敗したが、次節の大阪戦で連勝してシーズン初勝利をあげた。タプスコットがスコアリーダーとなり、鈴木はリーグアシストランキングで1位を獲得したが、連勝は11月に記録した3連勝が最高で上位には進出できなかった。2月にマレーを群馬に放出し、ジェームズ・ラホーンおよび練習生の辻屋健と契約。終盤には高松や福岡とプレイオフ圏内の8位を争い、一時はプレイオフ圏内につけたが、3月中旬から閉幕まで11連敗を喫し、ウエスタン10位に順位を下げてシーズンを終えた。

#### 2015-16シーズン
小野寺HCも1シーズンで退団し、前新潟アルビレックスBBラビッツHCの衛藤晃平が新HCに就任。寺下太基、ジュリアス・アシュビーらが新加入。12月から1月にかけてチーム新記録の6連勝を記録し、首位の京都からも1勝をあげた。終盤はプレーオフ圏内の8位を福岡と争ったが、最終節の直接対決で敗れてプレーオフ進出はならず、ウエスタン12チーム中9位の順位でシーズンを終えた。

### B.LEAGUE

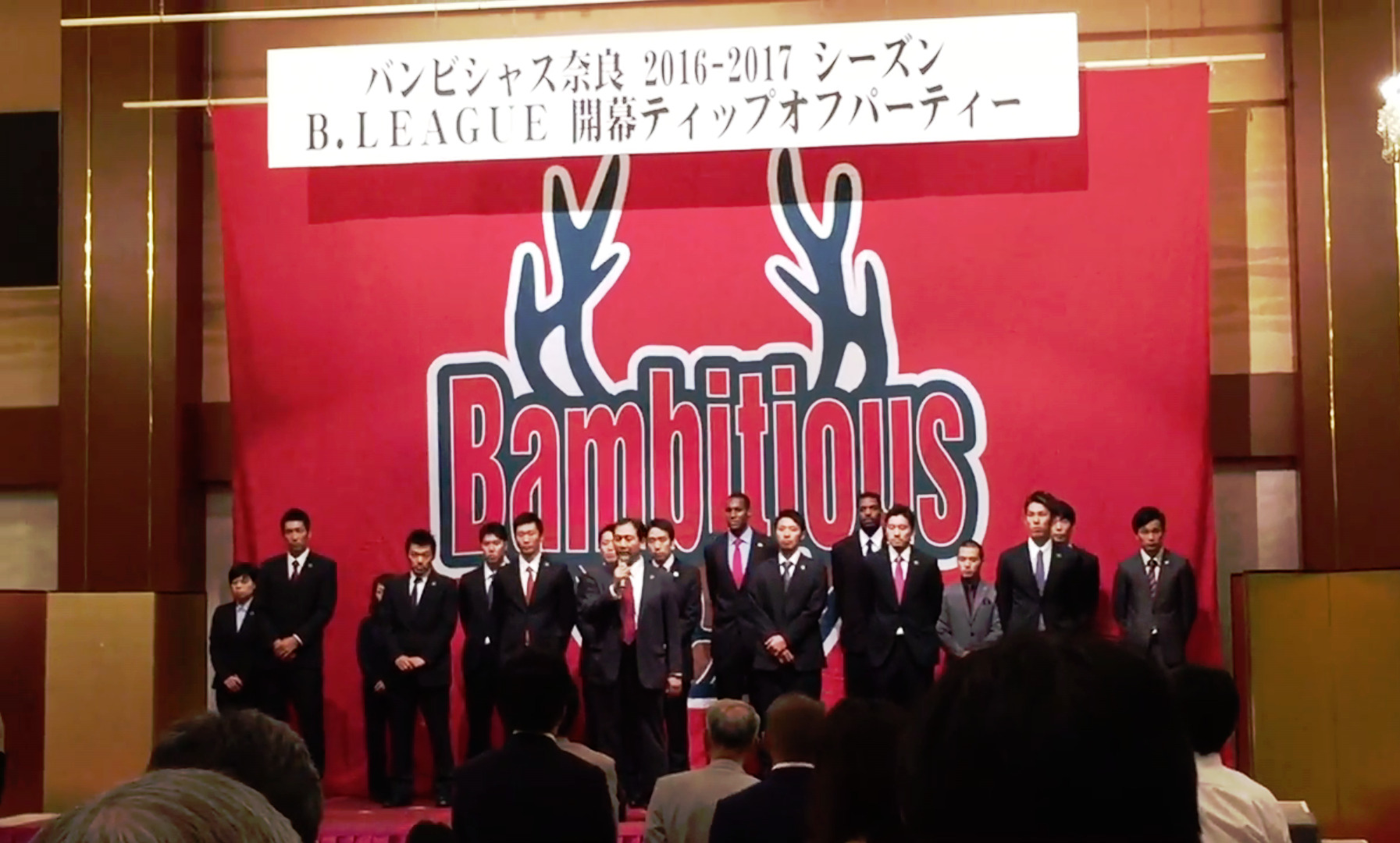
2016年9月

#### 2016-17シーズン （B2 中地区）
bjリーグとNBLが統合し、B.LEAGUEが発足。奈良はB2に所属することとなった。HCは引き続き衛藤が務める。ジョン・フラワーズが途中退団し、テレンス・ウッドベリーを獲得。B2中地区6チーム中4位（全体13位）、勝率4割でシーズンを終えた。

#### 2017-18シーズン （B2 西地区）
ジェリコ・パヴリセヴィッチを新HCとして招聘するが成績不振によりシーズン半ばで解任。後任は選手兼ACの石橋晴行が暫定的に指揮を執ることとなった。シーズン前半に大型連敗を喫し、一時はB3リーグ降格が危ぶまれたが、ジョシュア・ドラードを補強し、B2西地区6位（全体16位）でB2に残留した。

#### 2018-19シーズン （B2 西地区）
石橋晴行がアソシエイトヘッドコーチ（AHC）として引き続き指揮を執る。新戦力として前横浜のジェフリー・パーマー、前栃木前村雄大らが加入。トリプル・ダブルを量産するゲーリー・ハミルトンの活躍もあり、B2西地区4位（全体13位）でシーズンを終える。

#### 2019-20シーズン （B2 西地区）
クリストファー・トーマスHC体制となり、前愛媛アンドリュー・フィッツジェラルド、グレッグ・マンガーノ、前滋賀西裕太郎、前金沢井手勇次らが加入。チーム記録となる7連勝を飾るなどの成績を残し、プレーオフ進出をうかがうが終盤9連敗を喫して失速。新型コロナウイルス流行によるリーグ戦打ち切りにより、13試合未消化のままB2西地区5位（全体13位）で終了。

#### 2020-21シーズン （B2 西地区）
コロナ禍の影響で東西2地区制となる。前シーズンACの間橋健生が新HCに就任。マーカス・ダブ、木村啓太郎、薦田拓也らが新加入。B2西地区8チーム中7位（全体13位）で終了。

#### 2021-22シーズン （B2 西地区）
前シーズンまで佐賀でACを務めていたフェルナンド・カレロ・ヒルが新HCに就任。新加入選手は鈴木大、コーリー・ジョンソンら。グレッグ・マンガーノが2シーズンぶり復帰。デイビッド・ドブラスは個人事情により帰国したクリス・オトゥーレ（12月に復帰）に代わり急遽入団し、11月末まで在籍した。開幕直後にジョーダッシュ・マブンガが加入した。1月23日時点で7勝で地区最下位と低迷していたためヒルのHC契約を解除し、堀田剛司がHCに就任した。最終成績成績は9勝45敗で西地区7位で初めて地区最下位となった（全体順位14チーム中13位）。

#### 2022-23シーズン （B2 西地区）
石橋晴行が4シーズンぶりに奈良に復帰し、ヘッドコーチに就任。ジョーダッシュ・マブンガ、クリス・オトゥーレ、グレッグ・マンガーノが退団。グレッグ・マンガーノは引退する。富山から宇都直輝を獲得。西宮からシェイク・ムボジとクリスチャン・ジェームズ、ジェレマイア・ウィルソンを獲得。

## 成績

### 過去のリーグ戦

#### bjリーグ
| 年度    | レギュラーシーズン | レギュラーシーズン | レギュラーシーズン | レギュラーシーズン | レギュラーシーズン | レギュラーシーズン | レギュラーシーズン | レギュラーシーズン | 最終結果 | HC           | 備考     |
| 年度    | 勝                 | 敗                 | 勝率               | ゲーム差           | 得点               | 失点               | 得失点差           | 順位               | 最終結果 | HC           | 備考     |
| ------- | ------------------ | ------------------ | ------------------ | ------------------ | ------------------ | ------------------ | ------------------ | ------------------ | -------- | ------------ | -------- |
| 2013-14 | 19                 | 33                 | .365               | 24.0(5.0)          | 73.0               | 78.3               | -5.3               | 西9位              | 17位     | 遠山向人     | 新規参入 |
| 2014-15 | 12                 | 40                 | .231               | 34.0(5.0)          |                    |                    |                    | 西10位             | 20位     | 小野寺龍太郎 |          |
| 2015-16 | 17                 | 35                 | .327               | 24.0(3.0)          | 74.1               | 76.4               | -2.3               | 西9位              | 19位     | 衛藤晃平     |          |

ゲーム差は()外は1位、()内はプレイオフ圏との差をそれぞれ表している。

### 個人別タイトル
アシスト
　bjリーグ2014-15 鈴木達也
　bjリーグ2015-16 鈴木達也
ベストフリースロー成功率
　B2リーグ2019-20 横江豊

## 選手とスタッフ

### 過去の所属選手
- エイドリアン・モス（2013-14）
- ジョー・チャップマン（2013-14）
- ジャマー・エイブラムズ（2013-14）
- アンソニー・ブラウン（2013-14）
- 山城拓馬（2013-14）
- 吉田簡太郎（2013-14）
- 長島エマニエル（2013-15）
- 稲垣諒（2013-15）
- ジャレッド・カーター（2014-15）
- マイケル・セントジョン（2014-15）
- アンドレ・マレー（英語版）（2014-15）
- チェハーレス・タプスコット（2014-15）
- 山崎稜（2014-15）
- ジョシュ・リチャート（2015-16）
- ジュリアス・アシュビー（2015-16）
- チャールズ・ヒンクル（英語版）（2015-16）
- 笠原太志（2013-16）
- 伊藤拓郎（2014-16）
- 鈴木達也（2013-16）
- 平尾充庸（2016-17）
- アンディー・オガデ（2016-17）
- ルーベン・ボイキン（2016-17）
- テレンス・ウッドベリー（2017）
- 寺下太基（2015-18）
- 澤岻直人（2017-18）
- チリジ・ネパウェ（2017-18）
- 石橋晴行（2017-19）
- ゲイリー・ハミルトン（2017-19）
- 前村雄大（2018-19）
- ジェフリー・パーマー（2018-19）
- 本多純平（2013-20）
- 井手勇次（2019-20）
- 西裕太郎（2019-20）
- アンドリュー・フィッツジェラルド（2019-20）

### 参照
1. 1 2 3 4 5 6 7 8 9 10 11   バンビシャス奈良の概要, 公式サイト 2021年2月12日閲覧。
2. 1 2 3   バンビシャス奈良, B.LEAGUE公式サイト 2021年2月12日閲覧。
3. 1 2 3 4 5 6   会社概要, 公式サイト 2021年2月12日閲覧。
4. 1 2  株式会社バンビシャス奈良 第11期決算公告
5. ↑  バンビシャス奈良の理念
6. 1 2  ““バンビシャス奈良” bjリーグ「ナラプロ」、チーム名とロゴ決まる - MSN産経ニュース”. 2012年11月27日閲覧。
7. ↑   チームキャラクター「シカッチェ」, 公式サイト 2021年2月12日閲覧。
8. 1 2   チア, 公式サイト 2021年2月12日閲覧。
9. 1 2  “県にプロバスケットチーム誕生へ - bjリーグに正式参入”. 奈良新聞. (2012年7月3日) 2013年9月24日閲覧。
10. 1 2 3  “奈良にプロバスケットボールチームをつくろう！”. ウーマンライフ. (2011年10月4日) 2013年9月24日閲覧。
11. ↑  『2013-2014シーズン、新規参入チーム決定のお知らせ』（プレスリリース）bjリーグ、2012年7月2日。2013年9月24日閲覧。
12. ↑  “県初のプロバスケチーム来秋にも誕生　奈良にプロバスケットボールチームをつくる会加藤真治代表”. 奈良日日新聞. (2012年5月2日) 2013年9月24日閲覧。
13. ↑  “「シカッチェ」です - チームキャラクター決まる／bjリーグ「バンビシャス奈良」”. 奈良新聞. (2013年3月27日) 2013年9月24日閲覧。
14. ↑  “遠山向人氏がバンビシャス奈良のヘッドコーチに就任 10月参戦に向け、準備着々”. ウーマンライフ. (2013年6月25日) 2013年9月24日閲覧。
15. ↑  『稲垣 諒 選手の選手契約基本合意のお知らせ』（プレスリリース）バンビシャス奈良、2013年7月2日。2013年9月24日閲覧。
16. ↑  『長島 エマニエル選手の選手契約基本合意のお知らせ』（プレスリリース）バンビシャス奈良、2013年8月2日。2013年9月24日閲覧。
17. ↑  『外国籍選手、選手契約基本合意のお知らせ』（プレスリリース）バンビシャス奈良、2013年7月22日。2013年9月24日閲覧。
18. ↑  “bjリーグ・バンビシャス奈良がチーム体制発表”.   産経関西 (2013年9月3日). 2013年9月24日閲覧。
19. ↑  “バンビシャス奈良初優勝 bjチャレンジカップ”. 産経新聞. (2013年9月16日) 2013年9月24日閲覧。
20. ↑  “ホーム初試合飾れず バンビシャス奈良 ファンからは声援温かく”. 産経新聞. (2013年9月24日) 2013年9月24日閲覧。